# Ут, Макс
Густав Александер Макс Ут (нем. Gustav Alexander Max Uth; 24 ноября 1863, Берлин, Королевство Пруссия — 15 июня 1914, Потсдам, Германская империя) — немецкий художник и профессор живописи.

## Жизнь и творчество
Макс Ут родился в богатой семье фабриканта. Художественное образование получил в Берлинской академии искусств, был учеником живописца Ойгена Брахта. В 1897 году Ут открывает в Берлине художественную школу-мастерскую для девушек. Среди его учениц следует назвать таких художниц, как Гертруда Бергер (1870—1949), Алиса Михаэлис (1875—1943), Лаура Шаберг (1860 или 1866 — 1935) и Софи Венке-Мейнкен (1874—1963).
В 1899 году Макс Ут становится одним из основателей и первых членов художественного движения Берлинский сецессион. В 1902 году он был одним из 16 живописцев, вышедших из этого объединения художников.
Наряду с Вальтером Лейстиковым, Макс Ут является одним из ведущих немецких пейзажистов на рубеже XIX-XX столетий. Его полотна экспонировались в немецком павильоне на Всемирной выставке в Париже в 1900 году и на Всемирной выставке в Сент-Луисе в 1904 году.
В 1891 году художник вступил в брак с Бетти Гертрудой Манассе (нем. Betty Gertrud Manasse).

## Избранные работы
- У ручья. Летнее настроение, на берегу ручья стоит рыбак. (холст, масло; 70 × 70 cm)
- Уличная пивная (ок. 1910; холст, масло; 75,5 × 85 cm)
- В дюнах (холст, масло; 40 × 54 cm)

## Галерея

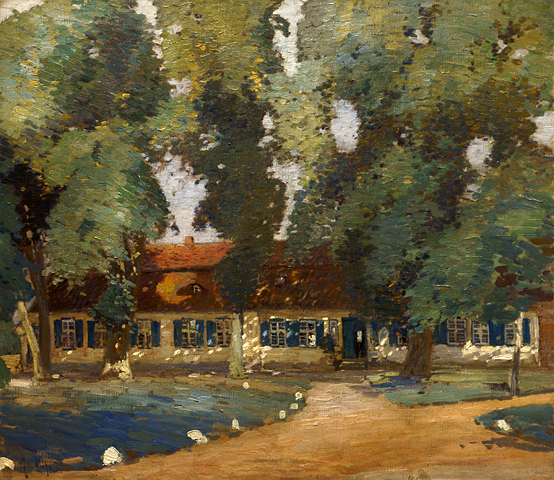
Имение в лесу (ок. 1900)
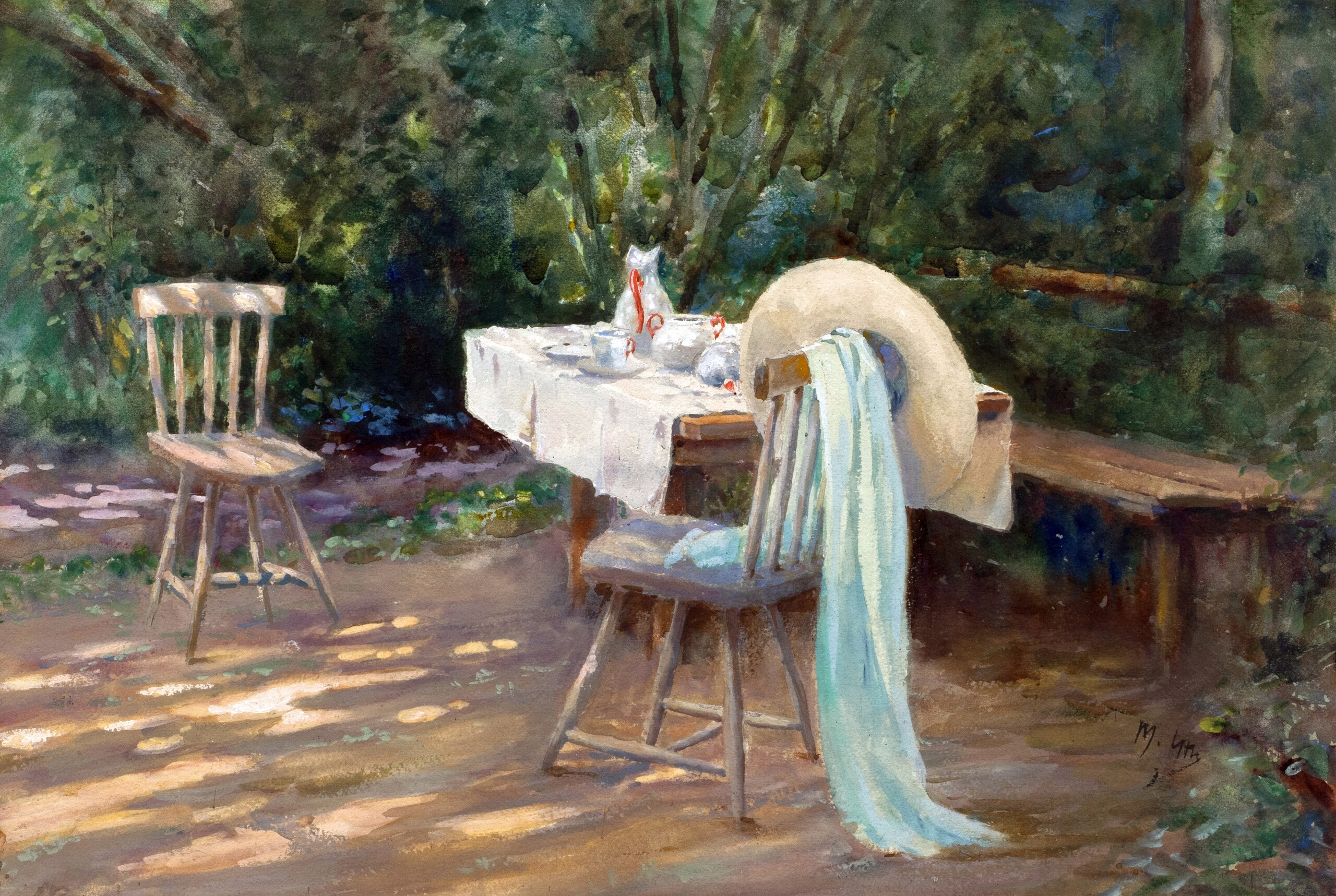
Время кофе в саду
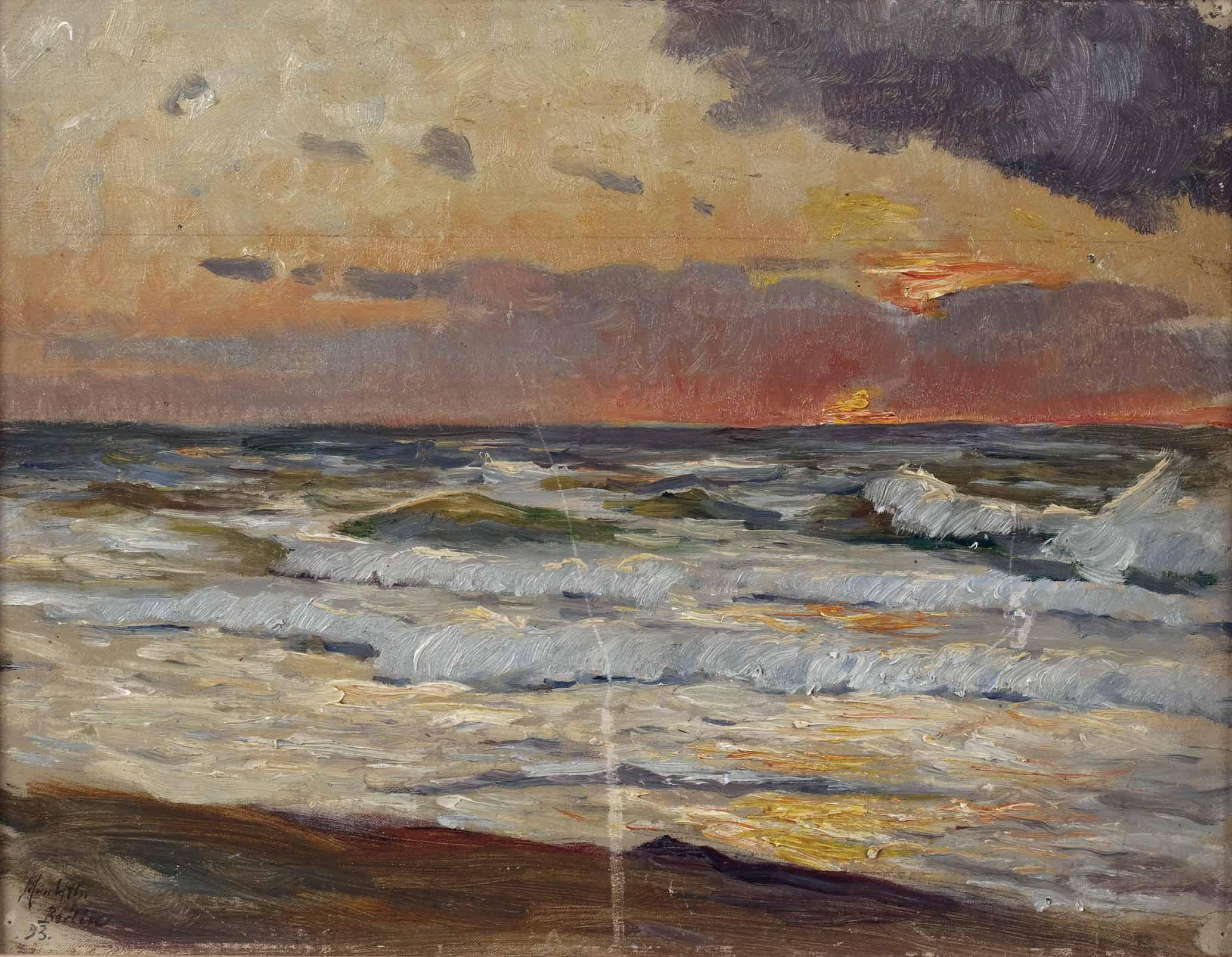
Закат на Балтике (1893)
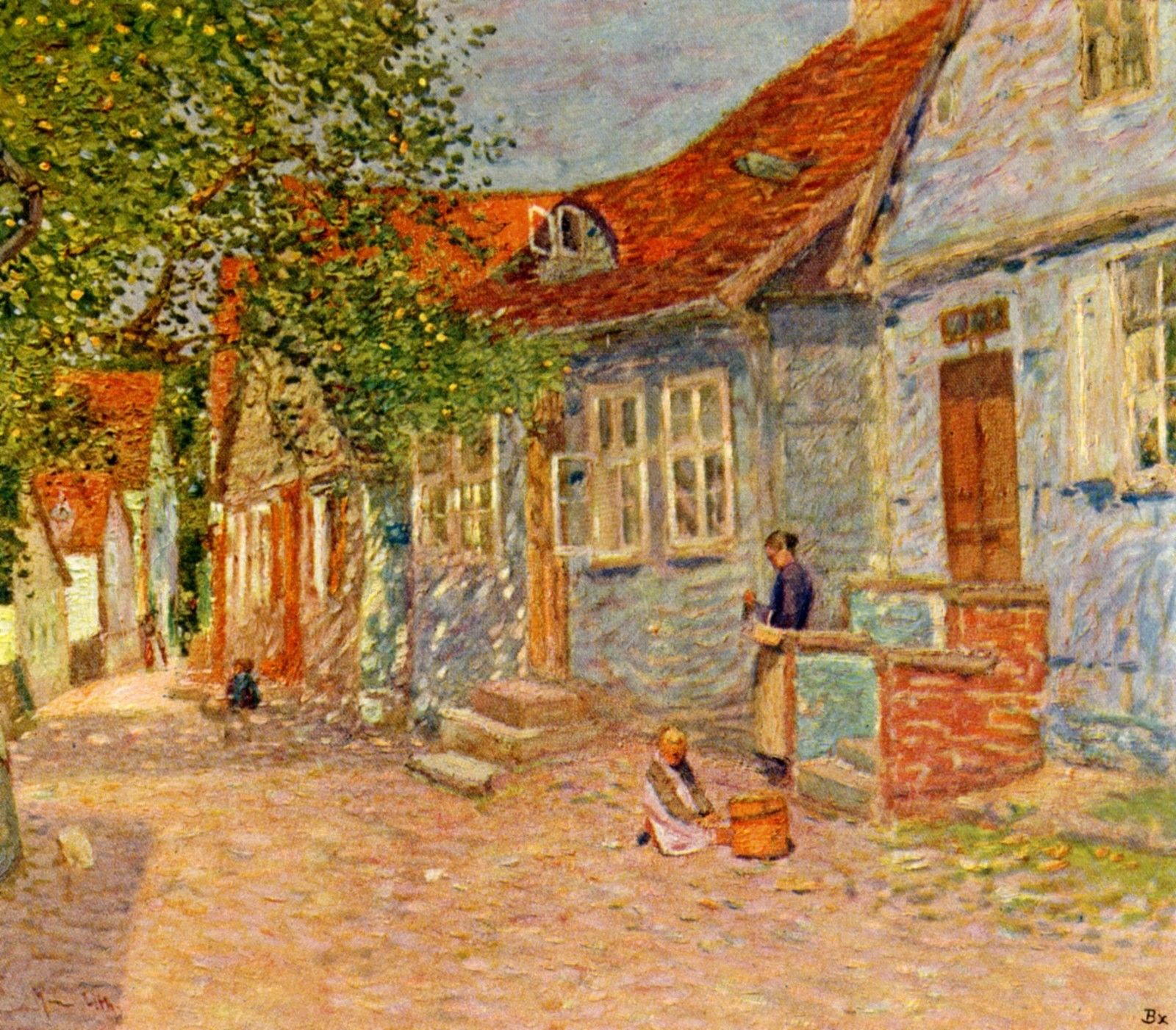
Солнечная улица в Гавельберге (1913)
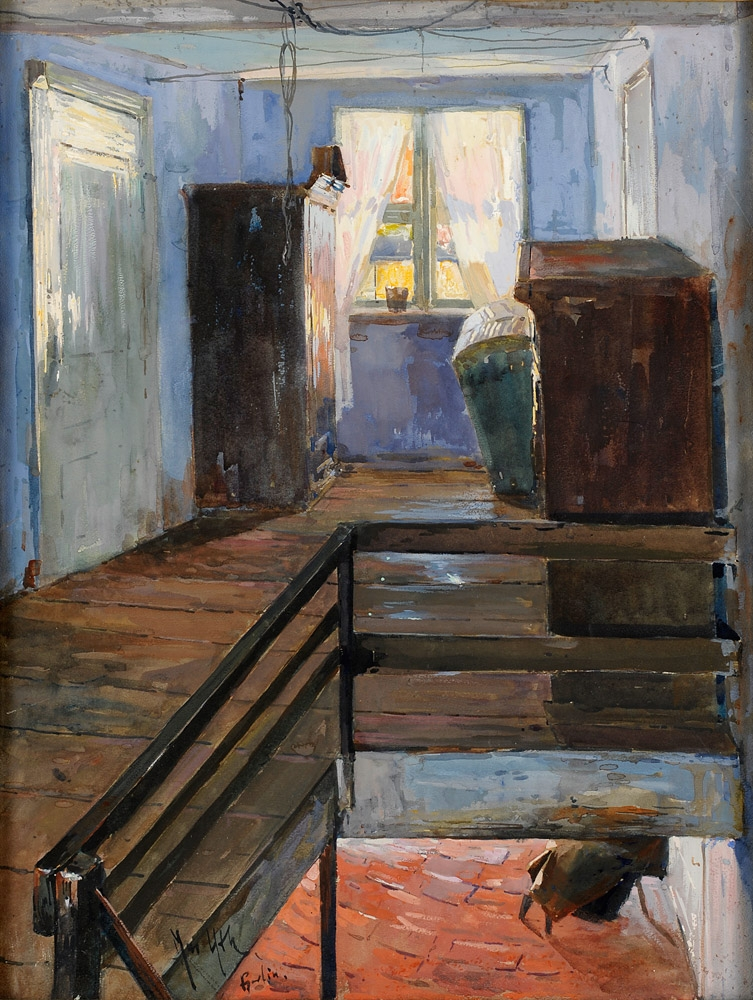
Интерьер